# منش‌شناسی
منش‌شناسی یکی از روش‌های تشخیص شخصیت است که در دههٔ ۱۹۲۰ پدید آمد. در آن دهه، شخصی به نام ال. همیلتون مک‌کورمیک (L. Hamilton McCormick) به ترکیب روش‌های چهره‌خوانی، جمجمه‌خوانی و حس‌خوانی با دانش‌های نژادشناسی، جامعه‌شناسی و مردم‌شناسی پرداخت تا از این راه، روشی علمی برای ایجاد یک سیستم تعیین منش و شخصیت افراد پدید آورَد.